# Anne de Saxe (1567-1613)
Pour les articles homonymes, voir Anne de Saxe.
Anne de Saxe (16 novembre 1567 - 27 janvier 1613), est une noble allemande, membre de la Maison de Wettin (branche Albertine), et par mariage duchesse de Saxe-Cobourg-Eisenach.
Née à Dresde, elle est la douzième des quinze enfants nés du premier mariage de Auguste Ier de Saxe et d'Anne de Danemark. Seulement trois enfants arrivent à l'âge adulte: Élisabeth (par son mariage Comtesse Palatine de Simmern), Christian Ier de Saxe et de Dorothée (par mariage duchesse de Brunswick-Wolfenbüttel).

## Biographie
Le 4 mai 1584, et sans le consentement de son père, Anna s'est fiancée avec Jean-Casimir de Saxe-Cobourg. Le mariage a finalement lieu à Dresde, le 16 janvier 1586, et elle reçoit 30 000 talers comme une dot et la ville de Römhild comme son Douaire. La joviale et enjouée duchesse organise de magnifiques festivités dans sa nouvelle cour.
Cependant, le mariage est rapidement un échec. Jean Casimir préfère la chasse et donc passer plusieurs semaines loin de son épouse. Dès la fin du mois de septembre 1593 la duchesse est adultère. Jean Casimir ordonne immédiatement l'arrestation d'Anne et de son amant, Ulrich de Lichtenstein. Malgré les lettres que Anne écrit à son mari et à sa famille de demander la miséricorde, le 12 décembre, le Schöppenstuhl (Haute Chambre de la Cour) de Iéna annule officiellement le mariage et condamne les deux amants à la décapitation par l'épée. Jean Casimir, au dernier moment, décide de modifier la peine de mort en emprisonnement à vie.
Anne est envoyé d'abord à Eisenach, puis au château de Kahlenberg, et en 1596, à l'ancien monastère de Sonnefeld et enfin, en 1603 à Cobourg, où elle meurt en 1613, à 45 ans. Elle est enterrée dans le Klosterkirche, Sonnefeld. Ulrich de Lichtenstein est mort en prison, vingt ans plus tard, le 8 décembre 1633, trois jours seulement après qu'on lui ait annoncé sa libération.
En 1599, Jean Casimir, contracte un second mariage avec Marguerite de Brunswick-Lunebourg. Humilié de sa première femme, il célèbre à cette occasion, avec le célèbre Coburg Taler: sur l'avers a montré un couple de baisers avec l'inscription WIE KVSSEN SICH DIE ZWEY SO FEIN (UN bon baiser entre les deux), tandis qu'à l'inverse, ont montré Anna habillée comme une nonne, avec l'inscription: WER KVST MICH - ARMES NVNNELIN (qui allez vous embrasser maintenant, pauvre nonne?).